# 神戸 (弥富市)
神戸（かんど）は、愛知県弥富市の地名。

## 地理

### 河川・池沼
- 宝川

### 交通
- 愛知県道66号蟹江飛島線
- 愛知県道103号境政成新田蟹江線
- 愛知県道462号大藤永和停車場線

### 施設
- 弥富市役所十四山支所
- 十四山公民館
- 十四山スポーツセンター

## 歴史

### 地名の由来
開発者の神戸分左衛門の名に由来する。

### 沿革
- 1707年（宝永4年） - 神戸分左衛門が敷金として7811両を尾張藩に上納し、125町を開発[1]。当地は東海道のルートの途中である七里の渡しの航路上であったため、その新航路を開削することを条件に開発が許可された経緯があった[1]。
- 1707年（宝永4年）11月 - 大地震により堤防が決壊[1]。
- 1708年（宝永5年） - 前年の被害から復興し、再墾[1]。7月には再び決壊[1]。
- 1714年（正徳4年）8月 - 決壊[2]。
- 1722年（享保7年）8月 - 暴風雨により被災[2]。
- 1815年（文化12年） - 大宝前新田から神戸新田に改称[2]。
- 1889年（明治22年） - 宝地村大字神戸新田となる[2]。
- 1906年（明治39年） - 十四山村大字神戸新田となる[2]。
- 2006年（平成18年）4月1日 - 海部郡十四山村大字神戸新田が合併に伴い、弥富市神戸となる[WEB 6]。

### 人口の変遷
国勢調査による人口および世帯数の推移。
| 1995年（平成7年）  | 109世帯 452人 |  |
| 2000年（平成12年） | 121世帯 459人 |  |
| 2005年（平成17年） | 130世帯 459人 |  |
| 2010年（平成22年） | 125世帯 433人 |  |
| 2015年（平成27年） | 127世帯 445人 |  |
| 2020年（令和2年）  | 133世帯 460人 |  |

### WEB
1. 1 2  総務省統計局 (2022年2月10日). “令和2年国勢調査の調査結果(e-Stat) - 男女別人口，外国人人口及び世帯数－町丁・字等” (CSV). 2023年8月2日閲覧。
2. ↑  “愛知県弥富市の町丁・字一覧”.   人口統計ラボ. 2022年12月12日閲覧。
3. ↑  “読み仮名データの促音・拗音を小書きで表記するもの(zip形式) 愛知県” (zip).   日本郵便 (2024年2月29日). 2024年3月26日閲覧。
4. ↑  “市外局番の一覧” (PDF).   総務省 (2022年3月1日). 2022年3月22日閲覧。
5. ↑  “ナンバープレートについて”.   一般社団法人愛知県自動車会議所. 2024年1月21日閲覧。
6. ↑  “愛知県弥富市の郵便番号一覧”.   日本郵便. 2022年12月12日閲覧。
7. ↑  総務省統計局 (2014年3月28日). “平成7年国勢調査の調査結果(e-Stat) - 男女別人口及び世帯数 －町丁・字等” (CSV). 2021年7月20日閲覧。
8. ↑  総務省統計局 (2014年5月30日). “平成12年国勢調査の調査結果(e-Stat) - 男女別人口及び世帯数 －町丁・字等” (CSV). 2021年7月20日閲覧。
9. ↑  総務省統計局 (2014年6月27日). “平成17年国勢調査の調査結果(e-Stat) - 男女別人口及び世帯数 －町丁・字等” (CSV). 2021年7月21日閲覧。
10. ↑  総務省統計局 (2012年1月20日). “平成22年国勢調査の調査結果(e-Stat) - 男女別人口及び世帯数 －町丁・字等” (CSV). 2021年7月21日閲覧。
11. ↑  総務省統計局 (2017年1月27日). “平成27年国勢調査の調査結果(e-Stat) - 男女別人口及び世帯数 －町丁・字等” (CSV). 2021年7月21日閲覧。

### 書籍
1. 1 2 3 4 5 6  「角川日本地名大辞典」編纂委員会 1989, p. 459.
2. 1 2 3 4 5  「角川日本地名大辞典」編纂委員会 1989, p. 460.